# Gornogomphodon
Gornogomphodon — вимерлий рід цинодонтів із формації Горно в Бергамо, Італія. Він існував під час середньокарнійського періоду пізнього тріасу (приблизно 216,5–228,0 мільйонів років тому). Він містить лише один вид: Gornogomphhodon caffi.

## Опис
Горногомфодон відомий лише по викопному фрагменту щелепи зі збереженими трьома поперечно витягнутими зубами. Незначний викопний матеріал і місцевість, звідки вони були зібрані (формація Горно колись була неглибокими лагунами), призводять до початкової невизначеності щодо природи викопного. Загальна морфологія зубів припускає, що вони є верхніми іклами правої верхньої щелепи гомфодонта (рослиноїдних цинодонтів), але вони також мають унікальні характеристики, які ускладнюють їх таксономічне призначення.

## Етимологія
Горногомфодон був названий на честь формації Горно (буквально «горногомфодонт»). Видову назву свого єдиного виду Gornogomphhodon caffi було названо на честь Енріко Каффі, першого директора Museo di Scienze Naturali Enrico Caffi.